# Марковиц, Марти
Мартин Марковиц (англ. Martin Markowitz; род. 1945) — бывший президент Бруклина от Демократической партии. Был избран в 2001, приступил к обязанностям в январе 2002 года. В декабре 2013 покинул пост в связи с окончанием третьего и последнего срока. 
Окончил Бруклинский колледж в 1970 году (степень бакалавра).
Много лет (с 1979) представлял в Городском сенате Нью-Йорка Мидвуд, Краун-Хайтс и некоторые другие районы.
В 2001 избран президентом Бруклина.

## Выборы 2001 года

### Результаты
| Кандидат        | Партийность   | Голосов | %    |
| --------------- | ------------- | ------- | ---- |
| Марти Марковиц  | демократ      | 210,511 | 76 % |
| Лори Сью Маслоу | республиканец | 44,560  | 16 % |
| Кеннет К. Фишер | либертарианец | 10,595  | 4 %  |
| Роберт Мареска  | консерватор   | 5,756   | 2 %  |
| Пауло А. Нуэно  | зеленый       | 4,465   | 2 %  |

## Выборы 2005 года
Переизбран на пост президента Бруклина 8 ноября 2005, получив 79 % голосов. Ближайшие соперники набрали: 13% — Теодор Алатсас, кандидат от Республиканской партии США и 7 % — Глория Маттера, кандидат от Партии зеленых.